# 1491
1491 (MCDXCI) fue un año común comenzado en sábado según el calendario juliano en vigor en esa fecha.

## Acontecimientos
- Enero - La reina Isabel de Castilla da un discurso de aliento a sus tropas antes de poner la primera piedra del campamento de Santa Fe como asedio al emir de Granada.
- 24 de abril: Un terremoto de 7,0 sacude Chipre dejando un saldo de 1000 muertos.
- 16 de noviembre - Son quemados en Ávila en un acto de fe dos judíos y seis conversos, acusados del libelo de sangre del llamado Santo Niño de La Guardia.
- 22 de diciembre - Las Capitulaciones de Alfacar fueron firmadas por los Reyes Católicos.

## Nacimientos
- 28 de junio - Enrique VIII de Inglaterra
- 24 de diciembre - Ignacio de Loyola.

## Fallecimientos
- 2 de febrero - Muerte de Martin Schongauer, en Breisach